# هاينز هيك
هاينز هيك (بالألمانية: Heinz Heck)‏ هو أحيائي ألماني، ولد في 22 يناير 1894، وتوفي في 5 مارس 1982.

## وصلات خارجية
- هاينز هيك على موقع مونزينجر (الألمانية)